# حظر الكحوليات في الولايات المتحدة

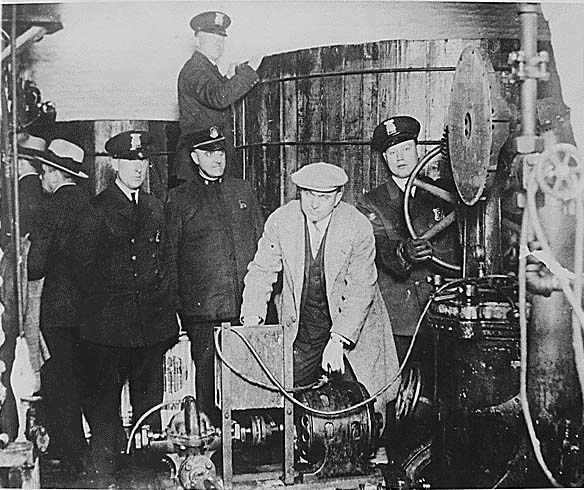
شرطة ديترويت تقوم بفحص آلة وجدت في مصنع سري للكحوليات خلال فترة الحظر.

قانون الحظر كان قانونا فيدراليا يحظر بيع، تصنيع ونقل المشروبات الكحولية في الولايات المتحدة في الفترة ما بين 1920 - 1933. في حين الملكية الخاصة للمشروبات الكحولية وتناولها لم يكن ممنوعاً. تم اعتماد القانون بعد التعديل الثامن العشر لدستور الولايات المتحدة والقانون التشريعي التمكيني الذي عرف «بقانون فولستيد» نسبة لأندرو فولستيد رئيس لجنة القضاء في مجلس النواب الأمريكي. التعديل والقانون أرسى القواعد لفرض الحظر وأنواع المشروبات المحظورة. أُلغي القانون في 5 ديسمبر 1933.
أثار القانون جدلاً واسعاً في الولايات المتحدة، فالمؤيدون وصفوا الحظر بالتجربة النبيلة وقدموه كانتصار للأخلاق الحميدة وصحة العامة. فيما اتهم المعارضون مؤيدي الحظر بفرض توجهات بروتستانتية ريفية على أبناء المدن. انحدر استهلاك الكحوليات للنصف في العشرينيات وبقي كذلك بعد إلغاء الحظر إلى أربعينيات القرن العشرين خلال الحرب العالمية الثانية. كان فرض الحظر صعباً على السلطات التنفيذية لغياب تأييد شعبي، بالإضافة إلى أنه كان سبباً رئيسيًا في نمو العديد من المنظمات الإجرامية ونشوء السوق السوداء. ظهر في فترة الحظر أحد أشهر رجال العصابات الأمريكيين المدعو آل كابوني وارتفعت نسب الفساد بين السياسيين ومنسوبي أجهزة الأمن.

## خلفية تاريخية
قدم مجلس الشيوخ الأمريكي مشروع القانون في 18 ديسمبر 1917. وتم قبولها من 36 ولاية ومن ثم التصديق عليها في 16 يناير 1919 والتنفيذ في 17 يناير 1920  في 18 نوفمبر 1918 قبل التصديق على القانون، مرر الكونغرس الأمريكي قانونا مؤقتا يحظر بيع وتصنيع ونقل المشروبات التي تحتوي على نسبة كحول أعلى 2.75%. وتم تنفيذ القانون في 30 يونيو 1919 وعرف القانون باسم «العطشى أولا» كونه صدر في أيام هدنة الحرب العالمية الأولى أملا في توفير القمح  مرر الكونغرس «قانون فولستيد» رغم فيتو الرئيس ويلسون في 28 أكتوبر 1919 وأسس تعريفا قانونيا للكحوليات وعقوبات تصنيعها وبيعها. لم تكن الحكومة الفيدرالية جادة في فرض العقوبات إذ أنه في مدينة نيويورك وحدها كان يتواجد مايقدر من 30,000 إلى 100,000 حانة سبيكيزي. وعلى الرغم من نجاح القانون في تقليل عدد مستهلكي الكحوليات، إلا أنه كان سببا رئيسيا في نمو الجريمة المنظمة. ارتفع معدل الجريمة بشكل غير مسبوق وأحدثت مجزرة يوم القديس فالنتين صدمة للشارع الأمريكي وأخذت أعداد المؤيدين للقانون بالتضاؤل سريعا.
في 22 مارس 1933، وافق الرئيس روزفلت على قانون يسمح بصناعة وبيع النبيذ والبيرة منخفضة الكحول وعرف القانون باسم «كولين هاريسون» تيمنا بمتبنيه السيناتور بات هاريسون وعضو مجلس الشيوخ توماس كولينفي. في 5 ديسمبر 1933، تم التصديق على التعديل الحادي والعشرين للدستور والذي نقض التعديل الثامن العشر وألغاه. ولكن أبقت الحكومة الفيدرالية على قانون يمنع تصنيع المشروبات الكحولية القوية دون الإيفاء بشروط توصف بالتعجيزية لمن أراد صناعة مشروبات كحولية للإستخدام الشخصي.

### أصول القانون عبر التاريخ الأمريكي

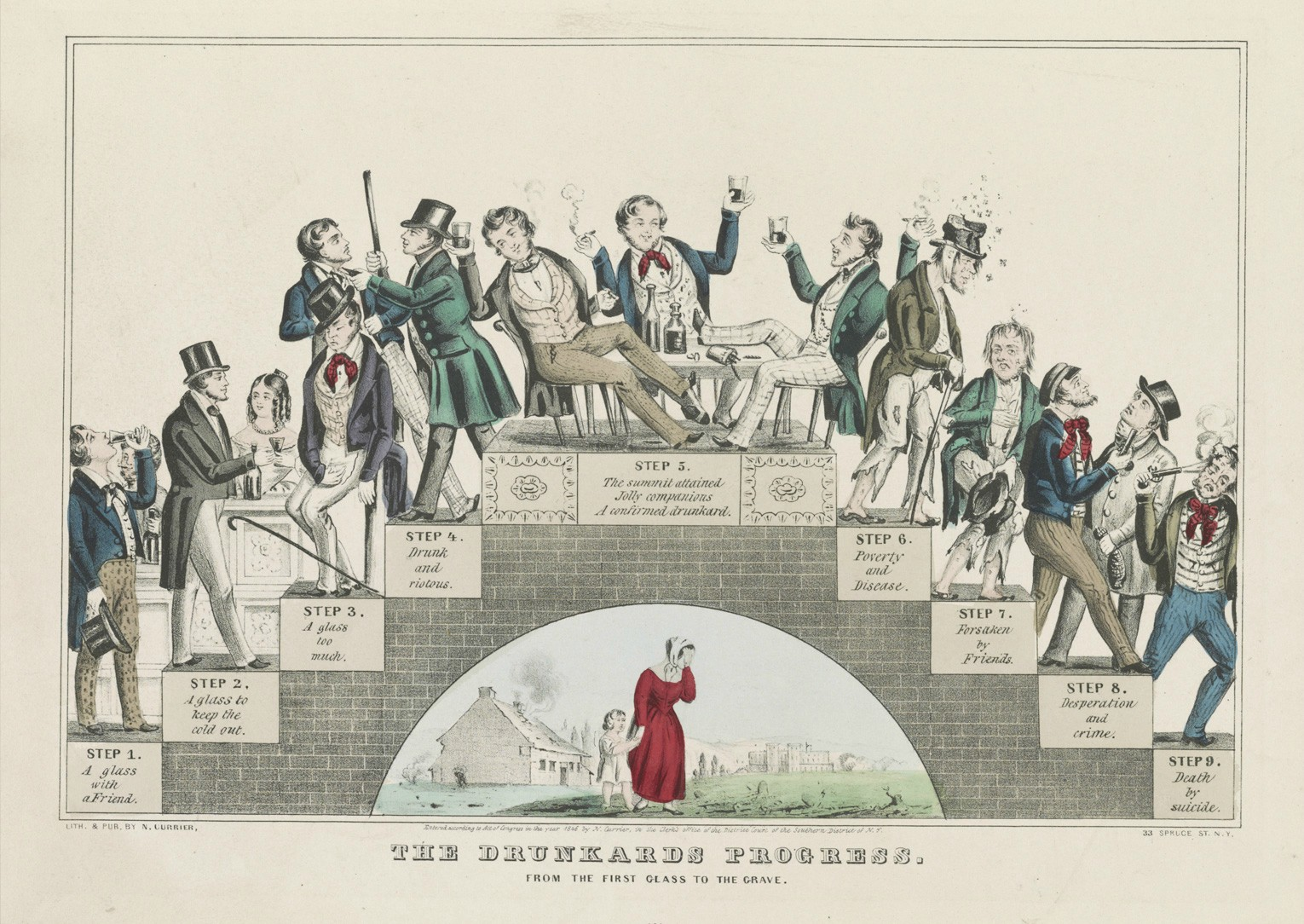
طبعة مؤيدة لحركة الإعتدال تعود لعام 1846

تعد الكحوليات وإدمانها موضوعا مثير للجدل في الأوساط الأمريكية منذ حقبة المستعمرات. كان المجتمع بشكل عام يعتبر الإسراف في شرب الكحوليات أمرا غير مقبول. عندما يفشل العرف الاجتماعي في السيطرة على مساوئ شرب الكحوليات، لم تكن تردد الحكومة في إصدار قوانين تؤدى هذا المبتغى. في مايو 1657 أصدرت محكمة ماساتشوسيتس العامة قانونا يحظر بيع الكحوليات تحت أي مسمى. وكتب بنجامين رش طبيب وأحد الآباء المؤسسون للولايات المتحدة أن السكر المسرف في شرب الكحوليات ذا آثار جسيمة على الصحة البدنية والنفسية للإنسان بل أنه وصف السكر بالمرض. ولكنه لم يؤمن بمنعها وحث على التوازن عند إستهلاكها. تأثر عدد من المزارعين بكتابات رش وظهرت حركة الإعتدال عام 1789 في كونيتيكت وفرجينيا عام 1800 ونيويورك عام 1808 حتى بلغ عددها ثمانية جمعيات عبر الولايات المتحدة. تباينت مطالبها مابين منع كلي لتداول الكحوليات وترشيد إستخدامها للرجال والنساء على حد سواء. كان إستهلاك الرجال للكحوليات ذلك الزمن أكثر من النساء، إذ كان الرجال يستمتعون بشربها ويعتبرونها مهمة لصحتهم بينما كان النساء الطبقة الوسطى أكثر محافظة واعتبرن استهلاك الكحوليات خطرا يهدد إستقرار المنزل كونهن من كان يمسك بزمام السلطة الأخلاقية داخله. كان معدل إستهلاك الأمريكيين للمشروبات القوية 1.7 عبوة كل أسبوع، وهو ثلاثة أضعاف الإستهلاك لعام 2010.

### الإجبار
بمجرد دخول الحظر حيز التنفيذ، أطاعه غالبية المواطنين الأمريكيين.
رفضت بعض الولايات مثل ماريلاند ونيويورك الحظر. افتقر إنفاذ القانون بموجب التعديل الثامن عشر إلى سلطة مركزية. استُدعي رجال الدين في بعض الأحيان لتشكيل مجموعات أهلية للمساعدة في إنفاذ الحظر. علاوة على ذلك، ساهمت الجغرافيا الأمريكية في الصعوبات في تطبيق الحظر. زادت التضاريس المتنوعة من الوديان والجبال والبحيرات والمستنقعات، فضلًا عن الممرات البحرية والموانئ والحدود الواسعة التي تشاركها الولايات المتحدة مع كندا والمكسيك، من صعوبة إيقاف المهربين من قبل وكلاء الحظر نظرًا لافتقارهم إلى الموارد. في نهاية المطاف، اعتُرف عند إلغائه بأن الوسائل التي يُنفذ من خلالها القانون لم تكن عملية، وفي كثير من الحالات، لم تتطابق الهيئة التشريعية مع الرأي العام.
في شيشرون، إلينوي، (إحدى ضواحي شيكاغو) سمح انتشار المجتمعات العرقية التي لديها تعاطف مع زعيم العصابة البارز آل كابوني بالعمل على الرغم من وجود الشرطة.
تحدثت جماعة كو كلوكس كلان كثيرًا عن إدانة المهربين وهددت باتخاذ إجراءات خاصة ضد المجرمين المعروفين. على الرغم من عضويتها الكبيرة في منتصف عشرينيات القرن الماضي، لكنها كانت ضعيفة التنظيم ونادرًا ما كان لها تأثير. في الواقع، ساعد كلان بعد عام 1925 في الاستخفاف بأي تطبيق للحظر.
كان الحظر ضربة كبيرة لصناعة المشروبات الكحولية وكان إلغاؤه خطوة نحو تحسين قطاع واحد من الاقتصاد. مثال ذلك هو حالة سانت لويس، أحد أهم منتجي الكحول قبل بدء الحظر، والذي كان جاهزًا لاستئناف موقعه في الصناعة في أقرب وقت ممكن. كان مصنعها الرئيسي للجعة يحتوي على 50000 برميل من البيرة جاهزة للتوزيع اعتبارًا من 22 مارس 1933، وكان أول منتج للكحول يعيد إمداد السوق؛ سرعان ما تبعه آخرون. بعد الإلغاء، حصلت المتاجر على تراخيص بيع الخمور وأعيد تخزينها للعمل. بعد استئناف إنتاج البيرة، وجد آلاف العمال وظائف في الصناعة مرة أخرى.
خلق الحظر سوقًا سوداء تنافس الاقتصاد الرسمي، والتي تعرضت للضغط عندما ضرب الكساد الكبير في عام 1929. كانت حكومات الولايات بحاجة ماسة إلى الإيرادات الضريبية التي حققتها مبيعات الكحول. انتُخب فرانكلين روزفلت في عام 1932 بناءً على وعده بإنهاء الحظر، مما أثر في دعمه للتصديق على التعديل الحادي والعشرين لإلغاء الحظر.

## الإلغاء
كان الكابتن البحري ويليام إتش ستايتون شخصية بارزة في مكافحة الحظر، فقد أسس جمعية مناهضة تعديل الحظر في عام 1918. كانت جمعية مكافحة تعديل الحظر AAPA أكبر المنظمات الأربعين التي كافحت لإنهاء الحظر. لعبت الضرورة الاقتصادية دورًا كبيرًا في تسريع الدعوة للإلغاء. انخفض عدد المحافظين الذين ضغطوا من أجل الحظر في البداية. قاتل العديد من المزارعين الذين قاتلوا من أجل الحظر بعد ذلك من أجل الإلغاء بسبب الآثار السلبية على الأعمال الزراعية. قبل تطبيق قانون فولستيد عام 1920، كان حوالي 14% من عائدات الضرائب الفيدرالية والمحلية مستمدة من تجارة الكحول. عندما حدث الكساد الكبير وهَوَت عائدات الضرائب، احتاجت الحكومات إلى تدفق الإيرادات هذا. يمكن جني الملايين عن طريق فرض ضرائب على البيرة. كان هناك جدل حول ما إذا كان الإلغاء يجب أن يكون قرارًا على مستوى الولاية أو على مستوى البلاد. في 22 مارس 1933، وقع الرئيس فرانكلين روزفلت تعديلًا على قانون فولستيد، المعروف باسم قانون كولين هاريسون، الذي يسمح بتصنيع وبيع المشروبات التي تحتوي على 3.2% كحول (3.2% كحول بالوزن، حوالي 4٪ كحول بالنسبة للحجم) والنبيذ الخفيف. عرّف قانون فولستيد مسبقًا المشروبات المسكرة على أنها مشروبات تحتوي على نسبة كحول تزيد عن 0.5%. عند التوقيع على قانون كولين-هاريسون، صرح روزفلت: «أعتقد أن هذا سيكون وقتًا جيدًا لتناول الجعة». كان السياسيون الديمقراطيون هم الأكثر تفضيلًا لمشروع القانون، لكن السياسيين من العديد من الولايات الجنوبية كانوا أشد معارضة للتشريع.
ألغي التعديل الثامن عشر في 5 ديسمبر 1933، مع التصديق على التعديل الحادي والعشرين لدستور الولايات المتحدة. على الرغم من جهود هيبر ج.غرانت، رئيس كنيسة يسوع المسيح، صوت أعضاء يوتا البالغ عددهم 21 عضوًا في المؤتمر الدستوري بالإجماع في ذلك اليوم للتصديق على التعديل الحادي والعشرين، مما يجعل يوتا الولاية السادسة والثلاثين التي يتعين عليها القيام بذلك.
في أواخر الثلاثينيات، بعد إلغائه، رغب خمسا الأمريكيين في إعادة الحظر الوطني.

### بعد الإلغاء
لا يمنع التعديل الحادي والعشرون الولايات من تقييد أو حظر الكحول؛ بدلًا من ذلك، يحظر نقل أو استيراد الكحول إلى أي ولاية أو إقليم في الولايات المتحدة، مما يسمح بالسيطرة الحكومية والمحلية على الكحول. ما يزال هناك العديد من المقاطعات والبلديات في الولايات المتحدة التي تقيد أو تحظر بيع المشروبات الكحولية.
بالإضافة إلى ذلك، تحظر العديد من الحكومات القبلية الكحول في المحميات الهندية. يحظر القانون الفيدرالي أيضًا الكحول في المحميات الهندية، على الرغم من أن هذا القانون مطبق حاليًا فقط عندما يكون هناك انتهاك مصاحب لقوانين الخمور القبلية المحلية.

بعد إلغائه، اعترف بعض المؤيدين السابقين علانية بالفشل. فمثلًا، أوضح جون دي روكفلر الابن وجهة نظره في خطاب عام 1932:
«عندما حدث الحظر، كنت آمل أن يُدعَم على نطاق واسع من قبل الرأي العام وسيأتي قريبًا اليوم الذي سيعترف به العالم بالآثار الشريرة للكحول. لقد توصلت ببطء وعلى مضض إلى الاعتقاد بأن هذه لم تكن النتيجة. بدلًا من ذلك، ازداد الشرب بشكل عام. ظهرت مجموعة كبيرة من الخارجين على القانون، لقد تجاهل العديد من أفضل مواطنينا الحظر علانية، وتراجع احترام القانون بشكل كبير، وارتفعت الجريمة إلى مستوى لم يسبق له مثيل من قبل.»
ليس من الواضح ما إذا كان الحظر قلل من استهلاك الفرد للكحول أم لا. يدعي بعض المؤرخين أن استهلاك الكحول في الولايات المتحدة لم يتجاوز مستويات ما قبل الحظر حتى الستينيات. يزعم آخرون أن استهلاك الكحول وصل إلى مستويات ما قبل الحظر بعد عدة سنوات من صدوره، واستمر في الارتفاع. انخفض تليف الكبد (أحد اختلاطات إدمان الكحول) بنسبة الثلثين تقريبًا أثناء الحظر. في العقود التي تلت الحظر، مُحيت وصمة العار المرتبطة باستهلاك الكحول، وفقًا لاستطلاع أجرته مؤسسة غالوب كل عام تقريبًا منذ عام 1939، فإن ثلثي البالغين الأمريكيين الذين تبلغ أعمارهم 18 عامًا أو أكبر يشربون الكحول.
بعد الحرب العالمية الثانية بوقت قصير، وجد استطلاع للرأي القومي أن «حوالي ثلث سكان الولايات المتحدة يفضلون الحظر الوطني». عند إلغاء الحظر الوطني، واصلت 18 ولاية الحظر على مستوى الولاية. الدولة الأخيرة، مسيسيبي، أنهتها أخيرًا في عام 1966. تبنى حوالي ثلثي الولايات شكلًا من أشكال الخيار المحلي الذي مكّن السكان في التقسيمات الفرعية السياسية من التصويت لصالح أو ضد الحظر المحلي. لذلك، على الرغم من إلغاء الحظر على المستوى الوطني، فإن 38% من سكان الولايات المتحدة يعيشون في مناطق محظورة على مستوى الولاية أو المستوى المحلي.
في عام 2014، وجد استطلاع لشبكة سي أن أن على مستوى البلاد أن 18% من الأمريكيين «يعتقدون أن شرب الكحول يجب أن يكون غير قانوني».